# Assolo (Oristany)
Assolo (en sard, Assolu) és un municipi italià, dins de la província d'Oristany. L'any 2007 tenia 485 habitants. Es troba a la regió de Marmilla. Limita amb els municipis d'Albagiara, Genoni, Nureci, Senis i Villa Sant'Antonio.

## Administració
| Període | Identitat           | Partit        |
| ------- | ------------------- | ------------- |
| 2005-   | Antonello Carrucciu | Llista cívica |